# Schijn-piramidevlinder
De schijn-piramidevlinder (Amphipyra berbera) is een nachtvlinder uit de familie van de uilen (Noctuidae).
De soort lijkt bijzonder sterk op de waarschijnlijk algemenere piramidevlinder (A. pyramidea) en de imago is van deze meestal slechts met behulp van microscopisch onderzoek aan de genitaliën te onderscheiden. De rups laat zich makkelijker identificeren. De voorvleugellengte bedraagt 21 tot 26 millimeter.

## Levenscyclus
De soort vliegt van halverwege juli tot en met september. De eitjes worden door het wijfje op allerlei loofbomen en struiken gelegd, de soort is dus polyfaag. Het ei overwintert. Van april tot juni is de rups te vinden. De verpopping vindt plaats in de strooisellaag of onder de grond.

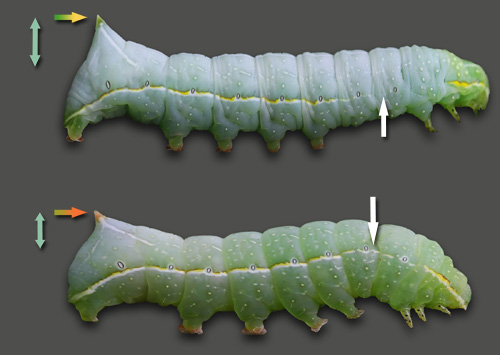
Verschillen tussen de rups van piramidevlinder (boven) en schijn-piramidevlinder (onder)

## Voorkomen
De soort komt voor in Noord-Afrika en Europa, en van Turkije tot de Kaukasus. In Nederland en België is de soort maar zeldzaam.